# Gergely Erzsébet (tanár)
Gergely Erzsébet, teljes nevén Gergely Istvánné Tőkés Erzsébet (Kolozsvár, 1942. május 19. –) erdélyi magyar tanár, műemlékvédő, a Házsongárd Alapítvány létrehozója, Tőkés István leánya, Gergely István felesége, Tőkés László nővére.

## Életpályája
Középiskoláit a kolozsvári 3. sz. Középiskolában (jelenleg Apáczai Csere János Elméleti Líceum) végezte 1960-ban 
A kolozsvári Babeș–Bolyai Tudományegyetemen kémia szakot végzett 1965-ben. 1965 és 1999 között helyettesítő tanárként dolgozott több iskolában, az utolsó öt évben a kolozsvári Báthory István Elméleti Líceumban. 1999 óta nyugdíjas. 1997 és 2002 között kezdeményezte a szilágypaniti református iskolaközpont felépítését, és megpályázta a szükséges pénzösszeget. Folyamatosan támogatja Szépkenyerűszentmárton szórványfalut.
Az 1990-es évek közepétől kezdett el foglalkozni a kolozsvári Házsongárdi temető elhanyagolt sírjainak sorsával, és 1999-ben létrehozta a Házsongárd Alapítványt, amelynek célja a Házsongárdi temetőben található híres kripták, rangos síremlékek nyilvántartása és rendbetétele.

## Díjai
- Kós Károly-díj, Kelemen Lajos Műemlékvédő Társaság, 2009
- Kőváry László-díj, Erdélyi Magyar Közművelődési Egyesület, 2010
- Magyar Köztársasági Érdemrend lovagkeresztje, 2011
- Magyar Érdemrend tisztikeresztje, 2022[3]